# Guillem Soler i Gatvillaró
Guillem Soler i Gatvillaró (Tarragona, 5 de maig de 1905 – Barcelona, 31 d'octubre de 1971) va ser un pintor, gravador i il·lustrador català.

## Biografia
Fill d'una família tarragonina dedicada al negoci del vi, es formà inicialment a Barcelona amb el mestre Manuel Urgellès i a l'Escola de Gravat de l'Institut Català de les Arts del Llibre, i posteriorment a Madrid amb Eduardo Chicharrro Aguera i Francesc Esteve i Botey.
El 1927 feu una estada a París. El 1929 s'instal·la a Girona, on estableix una estreta amistat amb el músic Francesc Civil i Castellví. Casat el 1932, s'instal·la a Barcelona, però fa llargues estades allà on treballa amb la tècnica de la pintura al fresc.
Després de la Guerra Civil treballa sobre tot en la pintura mural, amb frescos i olis de gran format. Destaca també com a gravador, amb nombrosos aiguaforts, aquarel·lista, dibuixant i il·lustrador literari, amb treballs per a les editorials Sopena i Bruguera, entre d'altres. L'any 1942 va guanyar el Premi Nacional amb l'obra La diligència.
La seva inquietud artística no se circumscriu només a la pintura, sinó que abasta també altres àmbits, com la literatura i la música, amb un esperit gairebé renaixentista. Així, des de 1963 organitzà regularment actes culturals al seu estudi (conferencies, concerts, recitals poètics, lectures teatrals, etc.); va escriure poesia i va traduir, entre altres obres, els Sonets del portuguès d'Elisabeth Barrett Browning; i, si bé no s'hi dedicà mai professionalment, mantingué sempre una intensa activitat musical com a intèrpret al piano i com a compositor; així, entre d'altres, va escriure diverses cançons tipus lieder i musicar nombroses peces de poesia catalana.
Mor, víctima del càncer, el 31 d'octubre de 1971.

## Obres

### Pintura mural

#### Principals obres religioses
Barcelona: 
- capella del Santíssim de l'Església de Sant Jaume (s.d.)
- teles i olis per l'església de Sant Just i Pastor de Sant Just Desvern (1946);
- altar major de l'església de Santa Agnès Arxivat 2019-01-09 a Wayback Machine. (1958);
- capella de la Mare de Déu de Queralt a l'església de Sant Miquel dels Sants (1960);
- altar de l'església de la Preciosíssima Sang de Nostre Senyor Jesucrist (s.d.);
- altar de la capella del Col·legi Sant Antoni Mª Claret (s.d.).

Girona: 
- fresc del Roser, altar major de l'església de Santa Susanna del Mercadal Arxivat 2019-01-09 a Wayback Machine. (1948-1949);
- capella de Sant Cosme i Sant Damià a l'església del Carme (1948);
- altar de la capella del Seminari (s.d.).

Empordà (1940-1950): 
- capella del Castell dels Marquesos de Millars (madremanya) (1940);
- església de Sant Martí de Palafrugell (1942-1950);
- capella de l'església de Santa Rosa de Llafranc (s.d.);
- baptisteri de l'església de Sant Pere de Begur (s.d.);
- capella de la finca Les Falgueres dels Ventosa Despujol, Aiguablava (s.d.);
- capella del Col·legi de les Monges (s.d.).

Tarragona: 
- altar major de l'església de Sant Pere de Perafort (1939);
- altar major i capella del Santíssim de l'església de Maria Assumpta de Maspujols (1939);
- capella del Santíssim de l'església de Sant Jaume de Creixell (s.d.);
- Els Pallaresos, Mont-ral.

Solsona (1952-1953): 
- capella del Palau Episcopal;
- capella del Seminari.

Berguedà (1956): 
- santuari de Santa Maria de La Guàrdia, Sagàs;
- capella del Santuari de Santa Maria de Queralt;
- intervenció a l'església de Santa Maria d'Olvan;
- intervenció a església de Sant Martí de Puig-Reig (1967).

La Selva (1953): 
- intervenció a l'església de Sant Miquel d'Anglès.

La Garrotxa: 
- intervenció a l'església de Sant Esteve d'en Bas (s.d.).

La Segarra: 
- Olis per a l'àbsis de l'església de Sant Agustí de Cervera.

Caracas: 
- capella del Colegio Los Dos Caminos dels Pares Claretians (1957).

#### Principals obres profanes
Madrid: 
- Pabellón de Aragón de la Feria del Campo (1962-1970);
- decoració de les sales dels hotels Los Angeles i Plaza
- escala de la Escuela de Ingenieros de Minas.

Saragossa: 
- esgrafiats de la cafeteria Las Vegas (1955).

El Ferrol:
- dos murals per l'edifici de l'exposició d'Historia del Mar (1945?)
- dotze plafons amb temes sobre Rosalía de Castro (1961?)

### Altres
- encàrrecs dels marxants Mr. Alucha de Chicago i Mr. Cavalero de Nova York, per als quals pinta retrats a l'oli.
- treballa per la Catholic Book Publishing (NovaYork)
- director artístic de la revista Temas (1957-1958).